# La mujer del zapatero (película de 1965)
La mujer del zapatero es una película de Comedia erótica argentina, dirigida por Armando Bó y protagonizada por la actriz Isabel Sarli. Fue estrenada el 27 de mayo de 1965 y está adaptada al guion original de Carlos Galettini. La película fue filmada en parte, en la Estación San Vicente y en la ciudad homónima. 

## Elenco
- Isabel Sarli como Lina Vda de Bonifacio
- Pepe Arias como Valentín, el zapatero
- Pepita Muñoz como Chusma 2
- Roberto Blanco como Bermúdez, el estanciero
- Vicente Forastieri como Marcarián, el turco
- Fidel Pintos como Cobrador
- Semillita
- Juan Pitrau
- Enrique Belluscio
- Adelco Lanza como Manolo, el mucamo
- Josefina Daniele como Chusma 1
- Salvador Fortuna
- Miguel Paparelli
- Héctor Mango
- Lisardo García Tuñón como Comprador Alto con boina.
- Emilio Urdapilleta
- Alejandro Zelaya
- Roberto Mango
- Hilda de Pérez
- Armando Bó
- Luis Alberto del Paraná